# De película (programa de televisión de España)
De película fue un programa de televisión, emitido por la cadena pública La 1 de Televisión española, entre 1982 y 1990.

## Formato
Se trataba de un espacio dedicado al mundo del cine, en el que semanalmente se hacía un repaso de la actualidad de cartelera, con estrevistas a personalidades destacadas del séptimo arte, reportajes y secciones dedicadas también a la Historia del Cine.

## Equipo
Inicialmente el programa fue dirigido por José Luis Gutiérrez, con guiones de Manuel Valdivia, realización de Pedro Gil Paradela y presentación a cargo de las actrices Isabel Mestres y María Salerno. Tan solo ocho meses después de su estreno, la realización pasó a cargo de Francisco J. Banegas y quedó, como única presentadora, Isabel Mestres.
Desde 1987 y hasta la cancelación definitiva, la dirección del programa corrió a cargo de José Ruiz y la presentación a Emilio Linder (junto a Marisa Abad en 1988 y de Marina Saura entre octubre de 1988 y febrero de 1990).